# Sommer-Paralympics 2024/Teilnehmer (Mauritius)
| stlisierte Goldmedaille | stlisierte Silbermedaille | stlisierte Bronzemedaille |
| ----------------------- | ------------------------- | ------------------------- |
| —                       | —                         | 1                         |

Mauritius entsandte für die Paralympischen Spiele 2024 in Paris sechs Leichtathleten. Yovanni Philippe gewann im 400-Meter-Lauf in der Startklasse T20 Bronze.

## Teilnehmer

### Leichtathletik
| Athleten                       | Klassifizierung | Wettbewerb | Vorlauf/Vorkampf | Vorlauf/Vorkampf | Halbfinale    | Halbfinale    | Finale           | Finale        | Rang   |
| Athleten                       | Klassifizierung | Wettbewerb | Zeit/Weite       | Rang             | Zeit/Weite    | Rang          | Zeit/Weite       | Rang          | Rang   |
| ------------------------------ | --------------- | ---------- | ---------------- | ---------------- | ------------- | ------------- | ---------------- | ------------- | ------ |
| Frauen                         |                 |            |                  |                  |               |               |                  |               |        |
| Noemi Alphonse                 | T54             | 100 m      | 16,07 s          | 4                | —             | —             | 16,98 s          | 4             | 4      |
| Noemi Alphonse                 | T54             | 400 m      | 56,04 s          | 9                | ausgeschieden | ausgeschieden | ausgeschieden    | ausgeschieden | 9      |
| Noemi Alphonse                 | T54             | 800 m      | 1:51,04 min      | 11               | ausgeschieden | ausgeschieden | ausgeschieden    | ausgeschieden | 11     |
| Noemi Alphonse                 | T54             | Marathon   | —                | —                | —             | —             | 2:07:59 h        | 14            | 14     |
| Anais Angeline                 | T37             | Weitsprung | —                | —                | —             | —             | 4,28 m           | 6             | 6      |
| Marie Desirella Brandy Perrine | T54             | 100 m      | 16,46 s          | 5                | —             | —             | 16,98 s          | 8             | 8      |
| Männer                         |                 |            |                  |                  |               |               |                  |               |        |
| Eddy Capdor                    | T20             | Weitsprung | —                | —                | —             | —             | 6,21 m           | 10            | 10     |
| Roberto Michel                 | T34             | 100 m      | 16,01 s          | 10               | ausgeschieden | ausgeschieden | ausgeschieden    | ausgeschieden | 10     |
| Roberto Michel                 | T34             | 800 m      | 1:46,17 min      | 9                | —             | —             | 1:42,17 min (SB) | 8             | 8      |
| Yovanni Philippe               | T20             | 400 m      | —                | —                | —             | —             | 48,30 s (SB)     | 3             | Bronze |

SB: Saison-Bestleistung